# Сираева, Савия Гимадлисламовна
 Сира́ева, Савия́ Гимадлисла́мовна (род. 5 января 1934 года) — актриса театров «Нур», Башкирского академического театра драмы имени Мажита Гафури (1964—1989), Уфимского ТЮЗ, Салаватского театра драмы (1960—1963). Народная артистка Башкирской АССР (1989). Народная артистка Республики Татарстан (2000). Заслуженная артистка Российской Федерации (2007).

## Биография
Сираева Савия Гимадлисламовна родилась 5 января 1934 года в деревне Староисаево Нуримановского района Башкирской АССР.
В 1952 году окончила Уфимское государственное театрально-художественное училище (курс Х. Бухарского).
По окончании училища работала до 1953 года в Башкирской филармонии, затем с 1960 по 1963 годы — актриса Салаватского драматического театра, с 1964 года работала в Башкирском академическом театре драмы, с 1989 года — в Уфимском ТЮЗе, с 1993 года — в Уфимском татарском театре «Нур».
Савия Сираева — актриса острохарактерных и комедийных ролей.
Как режиссёр она поставила в театре «Нур» спектакль «Лесная сказка» С. Кудаша (1999).
Снималась в роли Марьям в телевизионном фильме «Ай ҡыҙы» («Дочь луны», 2001—2002; ТРК «Башкортостан»).
Член Союза театральных деятелей с 1987 года.

## Роли в спектаклях
Жихан («Башмагым»), Сабира («Ҡыҙ урлау» — «Похищение девушки» М. Карима), Саима («Волосатое чудо» Амануллы, Гульниса («Рәйсә» — «Райса» Н. Асанбаева; дебют, 1960, Салаватский драматический театр), Гулиры («Аманатҡа хыянат» — «Измена предкам» Ф. В. Богданова), Таифы («Три аршина земли» А. М. Гилязова), Разии («Одинокая» Т. Г. Миннуллина), Колдуньи (по одноимённому произведению Н. М. Гиматдиновой), Сайда («Убей меня, голубчик!» Г. Несина), Мама («Белое платье моей матери»).

## Награды и звания
- Заслуженная артистка Российской Федерации (20 августа 2007 года) — за заслуги в области искусства[1]
- Народная артистка Башкирской АССР (1989)
- Народная артистка Республики Татарстан (2000)
- Орден «Дуслык» (21 апреля 2023 года, Татарстан) — за особый вклад в развитие театрального искусства и многолетнюю плодотворную творческую деятельность[2]
- Орден Дружбы народов (2024, Башкортостан)[3]
- Орден «За заслуги в культуре и искусстве» (20 декабря 2024 года) — за вклад в развитие отечественной культуры и искусства, многолетнюю плодотворную деятельность[4].